# سر حرف را باز کن
سر حرف را باز کن (به انگلیسی:Break the Ice) نام آهنگی از خواننده و آهنگ‌ساز پاپ آمریکایی بریتنی اسپیرز است که به عنوان اولین تکآهنگ از آلبوم خاموشی در تاریخ ۲۸ مارس ۲۰۰۸ به فرمت دیجیتال دانلود به بازار عرضه شد.کری هیلسون ترانه سرایی این کار را بر عهده داشت.این ترانه در کشورهای بلژیک، کانادا، فنلاند، سوئد و استرالیا مقام اول را بدست آورد.همچنین مقام چهل سوم را در بیلبورد ۱۰۰ بدست آورد و مقام اول را در دنس کلاب کسب کرد.موزیک ویدئو این کار توسط رابرت هیلز به صورت کاملاً انیمیشن و ابر قهرمانی ساخته شد.
اصطلاح Breaking the Ice در انگلیسی به معنای «سر صحبت را بازکردن» است.